# Бакмастер, Эдриан, 4-й виконт Бакмастер
Эдриан Чарльз Бакмастер, 4-й виконт Бакмастер (англ. Adrian Charles Buckmaster, 4th Viscount Buckmaster; род. 2 февраля 1949 года) — британский пэр и бизнесмен.

## Происхождение и образование
Родился 2 февраля 1949 года. Старший сын достопочтенного Колина Джона Бакмастера (1923—2003), и его жены Мэй Гиббон (1922—2016), дочери Чарльза Генри Гиббона. Внук Оуэна Стэнли Бакмастера, 2-го виконта Бакмастера (1890—1974).
Эдриан Бакмастер получил образование в школе Чартерхаус в Годалминге и Клэр-колледже в Кембридже, окончив последний в 1970 году со степенью бакалавра гуманитарных наук, а в 1974 году получив степень магистра гуманитарных наук.

## Карьера
Генеральный директор Avecia Group PLC с октября 2005 года, а также генеральный директор Automotive Products Group Ltd, директор Avecia Group с мая 2006 года и директор Avecia Holdings PLC.
8 июня 2007 года после смерти своего бездетного дяди, Мартина Бакмастера, 3-го виконта Макмастера (1921—2007), Эдриан Бакмастер унаследовал родовые титулы 4-го виконта Бакмастера и 4-го барона Бакмастера из Чеддингтона, графство Бакингемшир.

## Семья
26 июля 1975 года Эдриан Бакмастер женился на Элизабет Мэри Марк, дочери Нормана Марка. У супругов есть сын и две дочери:
- Достопочтенная Клэр Мэй Бакмастер (род. 1 июня 1979)[1]
- Достопочтенный Эндрю Николас Бакмастер (1980 — 10 апреля 2023)[3], с 2014 года он женат на Хелен Мюррей, от брака с которой у него было трое детей.
- Достопочтенная Никола Мэри Бакмастер (род. 1986)[1].